# Paulx
Paulx település Franciaországban, Loire-Atlantique megyében. Lakosainak száma 2042 fő (2022. január 1.). Paulx Machecoul-Saint-Même, La Marne, Saint-Étienne-de-Mer-Morte, Bois-de-Céné és La Garnache községekkel határos.

## Népesség
A település népességének változása:
| Lakosok száma | 1516 | 1348 | 1311 | 1779 | 1959 | 1972 | 1981 | 1985 | 2004 | 2042 |
|               | 1968 | 1982 | 1990 | 2006 | 2013 | 2015 | 2017 | 2019 | 2020 | 2022 |